# 60 Seconds!
60 seconds! (60 segons!) és un videojoc de comèdia negra de supervivència independent desenvolupat i publicat per l’empresa polonesa Robot Gentleman el 25 de maig de 2015 per a Windows, el 18 desembre de 2017 per Nintendo Switch i en el 6 de març de 2020 per a PlayStation 4 i Xbox. Està creat amb el motor de videojocs de Unity.
Hi ha una versió renovada que es diu 60 seconds! Reatomized  

## Trama
El videojoc situa al jugador en els Estats Units, en el qual coneix la família McDoodle, el pares Ted i Dolores, els fills Mary Jane i Timmy i les mascotes Sharikov el gat i Pancake el gos. Cau una bomba atòmica i el govern avisa que falten 60 segons perquè exploti i al jugador li queda aquest temps per recollir els integrants de la família, els recursos i els aliments per portar-los al refugi abans que la bomba exploti, un cop al refugi ha de sobreviure amb el que s'ha emportat.
El videojoc es divideix entre dos apartats fonamentals: la recollida de recursos que el jugador ha de portar cap al búnquer i la gestió d'aquests recursos dins el búnquer.
En primer lloc el jugador disposa de quatre espais per portar recursos, però no tots els objectes ocupen només un espai, com la maleta, la destral, els integrants de la família…
I en segon lloc, la part de la gestió, dins del búnquer, el videojoc convida al jugador a prendre decisions a cada jornada que la família passa dins. Racionar el menjar i la beguda, actuar sobre factors externs de l'exterior, visites inesperades, sorpreses que pot oferir el mateix interior del búnquer són només un exemple dels esdeveniments que poden succeir.
Plantejar sortides a l'exterior per buscar recursos o ajuda és una altra situació habitual, i pot derivar en situacions estranyes.
L'objectiu general pel jugador és estar pendent de la gestió de la salut i la fam així com la de tots els recursos i esdeveniments de la família McDoodle.

## Modes de joc
- Apocalipsi: El jugador viu l'experiència completa, partint des de la frenètica recollida fins als dies de supervivència dins del búnquer.
- Recollida: Només es a la fase inicial per recollir recursos.
- Supervivència: El jugador només passa els dies gestionant els recursos al búnquer.
- Desafiaments: Situen el jugador en diferents situacions amb diversos reptes per complir, com arribar a noranta-nou dies de supervivència amb els elements que ens dona, sobreviure sense fer cap expedició, arribar a trenta dies amb vida amb un només personatge… Al acabar-los dona al jugador barrets per la família McDoodle i aspectes diferents per els elements.[3]

## Recursos
Aquests són els recursos que el jugador pot utilitzar en la seva aventura:

#### Aliments
- Sopa de tomàquet
- Aigua

El jugador pot utilitzar cada unitat d'aliment quatre vegades per alimentar a un integrant de la família McDoodle.

#### Objectes
- Manual del bon explorador: S'utilitza en molts esdeveniments dintre el joc i mai es consumeix
- Dames: S'utilitza per no tornar-se boig
- Baralla de cartes: S'utilitza per esdeveniments d'atzar i per no tornar-se boig.
- Llanterna: S'utilitza per trobar alguna cosa que has perdut dins el búnker i altres esdeveniments
- Màscara de gas: S'utilitza per protegir-te de la radiació quan vas a fer expedicions a l'exterior
- Mapa: S'utilitza per a alguns esdeveniments en concret
- Farmaciola: S'utilitza per curar algun integrant de la família de malalties o lesions
- Insecticida: S'utilitza per matar alguns insectes mutants i altres esdeveniments
- Ràdio: S'utilitza per contactar amb l'exèrcit i saber informació sobre l'exterior
- Destral: S'utilitza per a la defensa personal o per curar ferides
- Rifle: S'utilitza per defensa personal
- Munició: S'utilitza per carregar el rifle
- Cadenat: S'utilitza per tancar el teu refugi quan venen els bandits
- Maleta: S'utilitza per portar tres objectes més quan vas a fer expedicions a l'exterior.
- Harmònica: es fa servir per defensar-te quan venen els bandits i per no tornar-se boig

## Valoracions
60 seconds! té una valoració de molt positiva a Steam, amb més de deu mil valoracions totals. També ha sigut finalista en els indieCade del 2015.